# Мужская лаборатория Джеймса Мэя
Мужская лаборатория Джеймса Мэя (англ. James May's Man Lab) — развлекательный сериал телеканала BBC2 Британского телевидения. Передача является авторским проектом Джеймса Мэя, известного телеведущего и журналиста.
Первый сезон из трех частей был показан на BBC Two с 31 октября по 14 ноября 2010 года.
Второй сезон из пяти частей был показан в эфире с 25 октября по 18 декабря 2011 года. Повторение Второго сезона транслировались BBC One в конце ночи, с субтитрами для глухих, в течение января 2012 года.
Третий сезон вышел в эфир в марте 2013 года, после того, как Джеймс Мэй завершил другое телешоу — Top Gear (19-я серия), в котором он был соведущим.
Выпуск на DVD. Первый сезон был выпущен на DVD 7 ноября 2011 года Acorn Media UK,, а затем, 8 октября 2012 года, вышел Второй сезон.

## Содержание
В каждой серии Джеймс Мэй заявляет, что цель сериала — вернуть современным мужчинам навыки, которые когда-то были распространены, но с течением времени утратились. Лаборатория предлагает множество тематических задач. От серии к серии задачи либо продолжаются, либо появляются новые. Среди задач возведение бара, кухни, санузла и комнаты отдыха в помещении лаборатории, прокладка игрушечной железной дороги, которая развозит по помещению лаборатории заказы. Можно увидеть разминирование авиабомбы времен Второй мировой войны, инструкции, как завоевать сердце девушки, запуск пепла домашнего питомца в космос и многое другое.

## Музыка
Мелодия сериала была написана самим Джеймсом Мэем. Воспроизводится вживую, в финальных титрах каждого выпуска, различными исполнителями, часто на совершенно экзотических инструментах.

## Обзор сериала
| Сезоны | Сезоны | Эпизоды | Трансляции      | Трансляции      |
| Сезоны | Сезоны | Эпизоды | Первая          | Последняя       |
| ------ | ------ | ------- | --------------- | --------------- |
|        | 1      | 3       | 31 октября 2010 | 14 ноября 2010  |
|        | 2      | 5       | 25 октября 2011 | 18 декабря 2011 |
|        | 3      | 5       | 28 марта 2013   | 25 апреля 2013  |

## Эпизоды

### Первый сезон (2010)
| № эпизода общий | № в сезоне | Гость               | Режиссер    | Первая трансляция |
| --- | ---------- | ------------------- | ----------- | ----------------- |
| 1 | 1          | Alexander Armstrong | Tom Whitter | 31 октября 2010   |
| Джеймс разоружает авиабомбу; отливает бетонную столешницу для кухонного стола; помогает молодому сотруднику передачи познакомится с девушкой; полирует обувь; строит в лаборатории игрушечную железную дорогу; делает сэндвич; строит самостоятельно передвигающийся стол для пикника с радиоуправлением. |            |                     |             |                   |
| 2 | 2          | John Sergeant       | Tom Whitter | 7 ноября 2010     |
| Джеймс сооружает в лаборатории свой собственный бар. Показывает, как в средневековье моряки осуществляли навигацию, в том числе с помощью сумасшедшей собаки и алхимического "порошка верности". Стреляется с продюсером сериала на пистолетах, исполняя весь дуэльный кодекс. Вместе с Симом конструирует сигнализацию окончания туалетной бумаги. Собирает оркестр из людей, которые закончили первый класс музыкальной школы и с тех пор больше не играли. |            |                     |             |                   |
| 3 | 3          | Hugh Dennis         | Tom Whitter | 14 ноября 2010    |
| Джеймс выступает секундантом дуэли на рапирах. Команда лаборатории строит ракету, чтобы развлечь загрустившего сотрудника передачи. Показывает, как создавался пленочный фильм на заре кинематографа, строит в лаборатории собственный кинотеатр. Джеймс сражается с осами и выступает с оркестром, который собрал в предыдущем эпизоде. |            |                     |             |                   |

### Второй сезон (2011)
| № эпизода общий | № в сезоне | Гость       | Режиссер    | Первая трансляция |
| --- | ---------- | ----------- | ----------- | ----------------- |
| 4 | 1          | Оз Кларк    | Tom Whitter | 25 октября 2011   |
| Джеймс и Оз Кларк «сбегают» из тюрьмы в Дартмуре, одновременно прячась от выслеживающих их следопытов. Им приходится ориентироваться на незнакомой местности по карте и компасу. Джеймс строит бильярдный стол, рисует портрет, а Рори устраивается церемониймейстером вечеринки, пытаясь запомнить имена гостей.             |            |             |             |                   |
| 5 | 2          | Love Fungus | Tom Whitter | 1 ноября 2011     |
| Джеймс воссоединяет инди-рок-группу Love Fungus, которая распалась 20 лет назад; валит дерево, чтобы сделать туалетную бумагу, предлагает оригинальный способ хранения предметов на потолке. |            |             |             |                   |
| 6 | 3          | Нет         | Tom Whitter | 8 ноября 2011     |
| Джеймс отливает соковыжималку для лимонов с помощью самодельной плавильной печи, показывает, как хитро настроить гитару, чтобы все аккорды брать одним пальцем, запускает пепел умерших домашних животных в стратосферу и продвигает комбинезон в качестве единственной необходимой одежды, необходимой современному мужчине. |            |             |             |                   |
| 7 | 4          | Нил Раддок  | Tom Whitter | 15 ноября 2011    |
| Джеймс учится забивать пенальти с помощью высоких технологий и Нила Раддока. Команда лаборатории делает ботинки-фонарик, создает оранжерею в туалете лаборатории и строит многофункциональный «швейцарский армейский велосипед».                                                                                              |            |             |             |                   |
| 8 | 5          | Оз Кларк    | Tom Whitter | 18 декабря 2011   |
| Джеймс и Сим пытаются сделать снег. Оз готовит рождественский ужин, используя таймер и пошаговую таблицу операций. Джеймс показывает, как срубить новогоднюю ёлку без использования пилы и топора. Для этого он использует взрывчатку.                                                                                        |            |             |             |                   |

### Третий сезон (2013)
9 июля 2012 года Джейсмс Мэй объявил на своей странице в Facebook, что начались съемки  третьего сезона. В январе 2013 года он написал в своем Твиттере, что передача выйдет в эфир в марте, после последнего выпуска Top Gear 2012 года. Сезон вышел 28 марта 2013 года.
| № эпизода общий | № в сезоне | Гость                         | Режиссер    | Первая трансляция |
| --- | ---------- | ----------------------------- | ----------- | ----------------- |
| 9 | 1          | Оз Кларк                      | Tom Whitter | 28 марта 2013     |
| Джеймс строит в лаборатории печь для пиццы. Джеймс и Оз Кларк решили сделать из Рори первоклассного дегустатора вин, бессовестно подсказывая ему по радиосвязи. Джеймс комментирует лошадиные скачки Grand National 2012 года. |            |                               |             |                   |
| 10 | 2          | Нил Раддок                    | Tom Whitter | 4 апреля 2013     |
| Джеймс запускает ракету в грозу, надеясь получить "громовую стрелу" (фульгурит). В лаборатории варят мыло. Рори отправляется в Уэльс добывать уголь. Команда лаборатории выступает за Китай в международном турнире "Камень-Ножницы-Бумага". На кошку вешают камеру наблюдения. |            |                               |             |                   |
| 11 | 3          | Judy James and Richard Knight | Tom Whitter | 11 апреля 2013    |
| Джеймс узнает о кидании булочек в городе Абингтон на празднике в честь юбилея королевы. Проблема в том, сотрудники ратуши не могут добросить булочки до всех желающих, стоящих на ратушной площади. Лаборатория немедленно решает осчастливить жителей города, построив булочкомёт — чтобы булочки долетали до самых дальних углов. В Мужской лаборатории сооружают точные водяные часы. Команда исследует «Парадокс Монти Холла». Джеймс едет в Брюссель, чтобы выработать универсальный международный язык жестов. Он соревнуется с писателем Мэникеном Пайсом. |            |                               |             |                   |
| 12 | 4          | TBA                           | Tom Whitter | 18 апреля 2013    |
| Команда Man Lab оснащает офисную железную дорогу роботом-манипулятором для сортировки почты. Джеймс организует большое количество добровольцев, чтобы помочь отцу найти обручальное кольцо, которое было потеряно 40 лет назад. Команда организует пиратскую радиостанцию «Man Lab Radio», которая базируется на катере. |            |                               |             |                   |
| 13 | 5          | TBA                           | Tom Whitter | 25 апреля 2013    |
| Рори Баркер отправляется в Кент, чтобы открыть лавку с моллюсками. Команда делает из проволоки и маскировочной сетки забавное чучело, которое запускают вблизи пляжа полузабытого курорта Скагнесс . Случайно снятые любителем кадры "Скагнесского чудовища" вызвали мировой ажиотаж, а популярность Скагнесса снова подскочила. Команда мастерит настольный футбол и делает кружку с сигнализацией об остывшем чае. |            |                               |             |                   |